# Sainte-Engrâce
Sainte-Engrâce è un comune francese di 205 abitanti situato nel dipartimento dei Pirenei Atlantici nella regione della Nuova Aquitania.

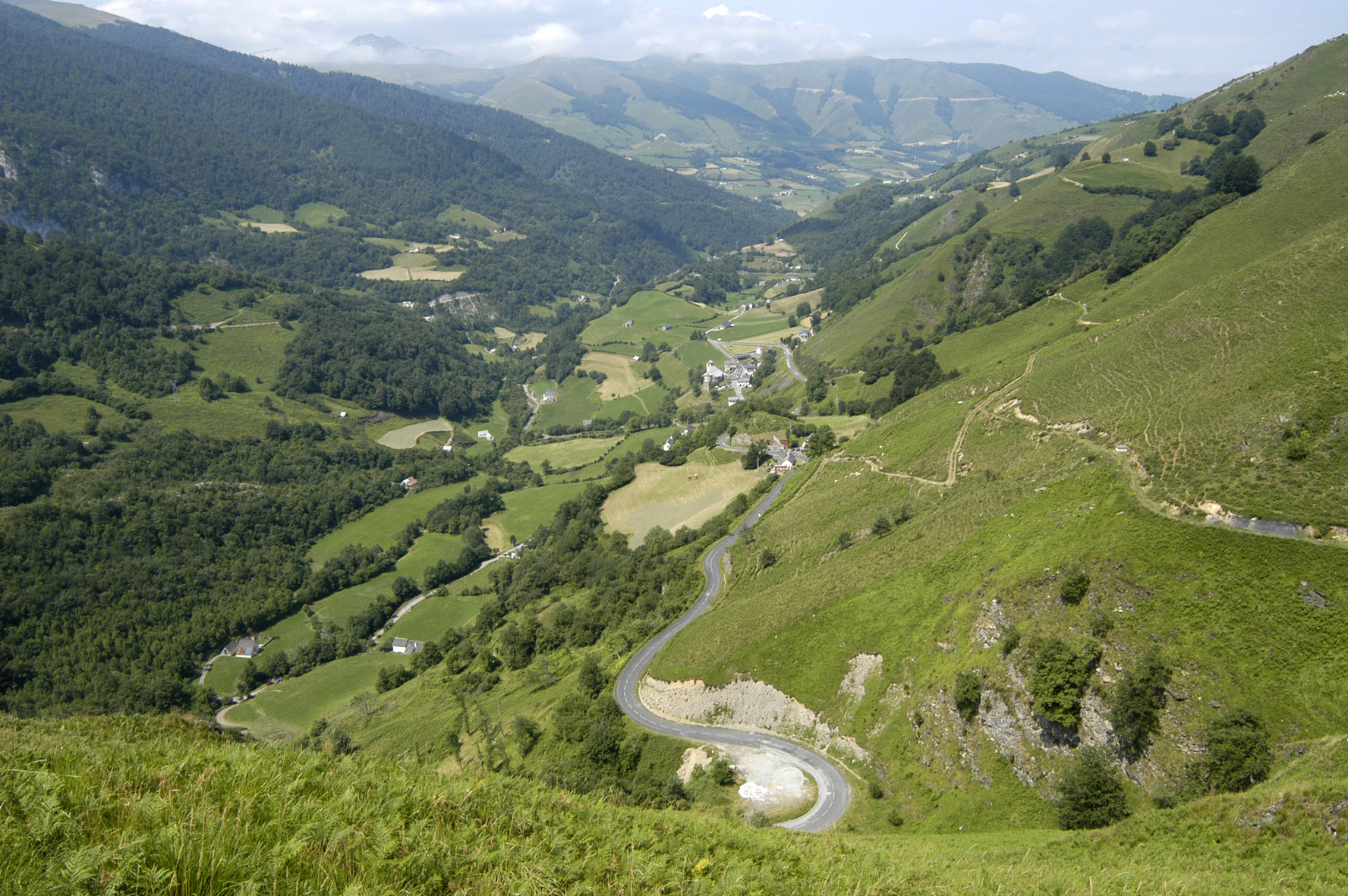
Veduta Generale di Sainte-Engrâce. 2003

## Società

### Evoluzione demografica
Abitanti censiti